# Aurotiomalato de sódio
Aurotiomalato de sódio é um composto de fórmula química C4H4AuNaO4S. Ele é usado no tratamento da artrite reumatoide.

## Na cultura popular
No episódio 2.15 ("Clueless") da série de televisão House, este composto foi usado com o propósito de causar envenenamento por ouro.
O Aurotiomalato Sódico é um anti-reumático; antiartrítico composto do ouro. É utilizado no tratamento de pacientes com artrite.
Mecanismo anti-inflamatório é desconhecido. Clinicamente os compostos do ouro suprimem a sinovite da doença reumática ativa.
Reacções adversas: Aftas, exantemas cutâneos, proteinúria, alterações hematológicas, fibrose pulmonar, hepatotoxicidade, colite, nevrite periférica.
Contra-indicações e precauções: IR e hepática, história de alterações hematológicas, lúpus eritematoso sistémico, porfiria, dermite esfoliativa, fibrose pulmonar, gravidez e aleitamento.

Fórmula: C4H3AuNa2O4S
Mecanismo de Acção
O processo químico através do qual o Ouro consegue atrasar a progressão da artrite ainda não está completamente explicado.1 No entanto, dados obtidos através da análise de crisoterapia com aurotiomalato de sódio (contém Au (I)) em ratos, resultaram na proposta de 3 mecanismos anti-inflamatórios distintos:
a)    a formação de Au (III) a partir do Au(I) do aurotiomalato capta espécies reactivas de oxigénio (ROS) como o ácido hipoclórico;
b) o Au (III) é uma espécie altamente reactiva que desnatura irreversivelmente as proteínas, incluindo proteínas lisossomais que intervêm não especificamente no processo de inflamação quando são libertadas de células no focos de inflamação.
c)  o Au (III) interfere com as enzimas lisossomais envolvidas no processamento de Antigénios ou pode alterar directamente as moléculas de MHC da via endossomal-lisossomal.
Em última instância, qualquer destes mecanismos pode explicar a diminuição da produção e apresentação de peptídeos auto-artrogénicos. Se, para além disto, qualquer destes processos decorrer conjuntamente com um sistema Redox nas células fagocíticas, então as acções anti-inflamatórias poderão ser efectivas durante um período de tempo mais longo, explicando, em grande medida, tanto a actividade anti-inflamatória como os efeitos adversos dos fármacos anti-reumatismais. 

## Administração
O Ouro pode ser administrado oralmente ou através de injecção intramuscular. Em qualquer dos casos é administrado semanalmente durante, aproximadamente 3 a 5 meses, a partir dos quais se administram doses menos frequentes.
A Auranofina existe sob a forma de comprimidos revestidos para administração oral e é comercializada sob o nome comercial de RidauraÒ. O Aurotiomalato de sódio e administrado por injecção intramuscular e comercializado sob o nome comercial de Tauredono.
É necessário realizar monitorização laboratorial, através de análises regulares ao sangue à urina (nesta verificam-se as proteínas que indicam dano a nível renal).